# Dhurga
Dhurga är ett utdött australiskt språk. Dhurga talades i New South Wales och tillhörde de pama-nyunganska språken. Språkets närmaste släktspråk är thurawal.
Språket har inga kända modersmålstalare men dhurga undervisas i Vincentia High School i Nya Syd-Wales.